# 新桥街道 (广安市)
新桥街道，是中华人民共和国四川省广安市前锋区下辖的一个乡镇级行政单位。

## 行政区划
新桥街道下辖以下地区：
春雷村、新桥村、鲁建村、曹家村、侯桥村、峨梨村、苏寨村、永兴村、高峰村、姜岩村、保和村、埝山村、檀木村、清风村和井湾村。